# Antoon Hurkmans
Antonius Lambertus Maria Hurkmans (ur. 3 sierpnia 1944 w Someren) – holenderski biskup rzymskokatolicki, biskup diecezjalny ’s-Hertogenbosch w latach 1998–2016.
Święcenia kapłańskie otrzymał 22 grudnia 1979. 13 czerwca 1998 papież Jan Paweł II mianował go biskupem diecezjalnym diecezji ’s-Hertogenbosch. Sakry biskupiej udzielił mu biskup Joannes Gerardus ter Schure. 5 marca 2016 została przyjęta rezygnację z pełnionych przez niego obowiązków.